# Dorama del 2008
Questa è una lista di dorama del 2008 per indice di ascolto prodotti dalle reti televisive nazionali giapponesi.

## Lista didoramastagionali del 2008
| Titolo                               | Stagione, orario                             | Genere                      | Canale TV, ascolti | Protagonisti                                                              | Temi musicali          | Episodi | Opere correlate  |
| ------------------------------------ | -------------------------------------------- | --------------------------- | ------------------ | ------------------------------------------------------------------------- | ---------------------- | ------- | ---------------- |
| RH Plus                              | Inverno 2/1-26/3                             | Drammatico romantico        | Tokyo MX           | Yuu Miura Rakuto Tochihara Haruka Tomatsu Ray Fujita                      |                        | 13      |                  |
| Hachimitsu to Clover                 | Inverno 8/1-18/3 Martedì, ore 21             | Sentimentale                | Fuji TV 8,9%       | Tōma Ikuta Osamu Mukai Hiroki Narimiya                                    | Ken Hirai              | 11      | Honey and Clover |
| 1 Pound no Fukuin (One Pound Gospel) | Inverno 12/1-8/3 Sabato, ore 21              | Sportivo Commedia Romantico | NTV 10,6%          | Kazuya Kamenashi Meisa Kuroki Ryōsuke Yamada                              | KAT-TUN                | 9       | One Pound Gospel |
| Bara no nai Hanaya                   | Inverno 14/1-24/3 Lunedì, ore 21             | Drammatico romantico        | Fuji TV 18,6%      | Shingo Katori Yūko Takeuchi Shōta Matsuda                                 |                        | 11      |                  |
| Binbō danshi                         | Inverno 15/1-11/3 Martedì, ore 22            |                             | NTV 11,6%          | Shun Oguri Yū Yamada Haruma Miura                                         | BENNIE K Lenny Kravitz | 9       |                  |
| Sasaki fusai no jingi naki tatakai   | Inverno 20/1-23/3 Domenica, ore 21           | Legale                      | TBS 10,9%          | Gorō Inagaki Koyuki Katō Keisuke Koide                                    | SMAP                   | 10      |                  |
| Battery (serie televisiva)           | Primavera 3/4-12/6 Giovedì, ore 20           | Sportivo                    | NHK 7,9%           | Yūma Nakayama Shō Takada Shintarō Morimoto                                | Mr. Children           | 10      | The Battery      |
| Zettai Kareshi                       | Primavera 8/4-24/6 Martedì, ore 21           |                             | Fuji TV 13,2%      | Mokomichi Hayami Hiro Mizushima Saki Aibu                                 | Ayaka                  | 11      |                  |
| Last Friends                         | Primavera 10/4-19/6 Giovedì, ore 22          | Drammatico                  | Fuji TV 17,7%      | Masami Nagasawa Juri Ueno Eita Nagayama Ryō Nishikido Asami Mizukawa      | Hikaru Utada           | 11      |                  |
| Puzzle 2                             | Primavera 18/4-20/6 Venerdì, ore 21          | Mistero                     | TV Asahi 10,2%     | Satomi Ishihara Yūsuke Yamamoto Ryō Kimura Kento Nagayama                 | Koda Kumi              | 10      |                  |
| Gokusen 3                            | Primavera 19/4-28/6 Sabato, ore 21           | Scolastico                  | NTV 22,5%          | Yukie Nakama Ken Utsui Yūya Takaki Haruma Miura Shōhei Miura              | Aqua Timez             | 11      |                  |
| Rookies (manga)                      | Primavera 19/4-26/6 Sabato, ore 20           |                             | TBS 14,8%          | Ryūta Satō Hayato Ichihara Keisuke Koide Yū Shirota Takeru Satō           |                        | 11      |                  |
| Change (serie televisiva)            | Primavera 12/5-14/7 Lunedì, ore 21           |                             | Fuji TV 21,7%      | Takuya Kimura Rosa Katō Hiroshi Abe                                       | Madonna                | 10      |                  |
| Code Blue                            | Estate 3/7-12/9 Giovedì, ore 22              | Medico Drammatico           | Fuji TV 15,6%      | Tomohisa Yamashita Yui Aragaki Erika Toda                                 | Mr. Children           | 11      |                  |
| Maou                                 | Estate 4/7-12/9 Venerdì, ore 22              |                             | TBS 11,4%          | Satoshi Ohno Tōma Ikuta Ryoko Kobayashi Kei Tanaka Shūgo Oshinari         | Arashi                 | 11      |                  |
| Shibatora                            | Estate 8/7-16/9 Martedì, ore 21              | Poliziesco Commedia         | Fuji TV 12,5%      | Teppei Koike Suzuka Ohgo Miki Maya Naohito Fujiki                         | Every Little Thing     | 11      |                  |
| Seigi no mikata                      | Estate 9/7-10/9 Mercoledì, ore 22            | Familiare Scolastico        | NTV 10,3%          | Mirai Shida Yū Yamada Osamu Mukai Kanata Hongō                            | Hatsune Okumura        | 10      |                  |
| Gakko ja oshierarenai!               | Estate 15/7-16/9 Martedì, ore 22             |                             | NTV 6,4%           | Kyōko Fukada Shōsuke Tanihara                                             |                        | 10      |                  |
| Koko wa Greenwood                    | Estate 2/7-24/9                              | Scolastico Commedia         | Tojyo MX           |                                                                           |                        | 13      |                  |
| Koizora                              | Estate 2/8-13/9 Giovedì, ore 20              | Drammatico Scolastico       | TBS 6,4%           | Elena Mizusawa Kōji Seto                                                  | Mai Fukui              | 6       | Koizora (film)   |
| Mendol - Ikemen Idol                 | Autunno 10/10-26/12 Venerdì, ore 24          | Commedia                    | TV Tokyo           | Haruna Kojima Minami Takahashi Minami Minegishi                           | AKB48                  | 12      |                  |
| Scrap Teacher                        | Autunno 11/10-6/12 Sabato, ore 21            | Scolastico Commedia         | NTV                | Yūto Nakajima Ryōsuke Yamada Yūri Chinen Daiki Arioka Osamu Mukai         | Hey! Say! JUMP         | 9       |                  |
| Bloody Monday (serie televisiva)     | Autunno 11/10-20/12 Sabato, ore 20           | Mistero Poliziesco          | TBS                | Haruma Miura Michiko Kichise Takeru Satō Hiroki Narimiya                  | Flumpool               | 11      | Bloody Monday    |
| Team Batista no Eiko                 | Autunno 14/10-23/12 Martedì, ore 22          |                             | Fuji TV            |                                                                           | Thelma Aoyama          | 11      |                  |
| Oh! My Girl!                         | Autunno 14/10-9/12 Martedì, ore 22           |                             | NTV 7,5%           | Mokomichi Hayami Rosa Katō Riko Yoshida                                   | Kobukuro               | 9       |                  |
| Ryūsei no kizuna                     | Autunno 17/10-19/12 Venerdì, ore 22          | Drammatico                  | TBS 16,3%          | Kazunari Ninomiya Ryō Nishikido Erika Toda Jun Kaname                     | Arashi Mika Nakashima  | 10      |                  |
| Giragira                             | Autunno 17/10-5/12 Venerdì, ore 21           | Familiare lavorativo        | TV Asahi 10,2%     |                                                                           | Girl Next Door         | 8       |                  |
| Scandal                              | Autunno 19/10-21/12 Domenica, ore 21         |                             | TBS 13%            | Kyoka Suzuki Kyōko Hasegawa Naho Toda Ikki Sawamura Ken Mitsuishi         | Miho Fukuhara          | 10      |                  |
| Innocent Love                        | Autunno 20/10-22/12 Lunedì, ore 21           | Drammatico                  | Fuji TV 13,5%      | Maki Horikita Yujin Kitagawa Hiroki Narimiya Yuki Uchida                  | Hikaru Utada           | 10      |                  |
| Akai Ito                             | (Inverno) 6/12/2008-28/2/2009 Sabato, ore 23 | Drammatico                  | Fuji TV 7,7%       | Nao Minamisawa Junpei Mizobata Ryō Kimura Tomo Yanagishita Mirai Moriyama | NY (gruppo musicale)   | 11      |                  |